# Magdalena Behrendt-Brandt
Magdalena Behrendt-Brandt   (Viena, 1828 - 25 de gener de 1895) va ser una cantant d'òpera austríaca (soprano).
Després de completar la seva formació amb Giovanni Gentiluomo, va actuar per primera vegada a Pest, i després va anar a Leipzig. El 1850 va fer una aparició com a convidada a Frankfurt del Main, on va ser contractada fins al 1854, on es va casar amb un home de negocis Behrendt. El juny de 1850 va fer una aparició convidada al "Berlin Hoftheater" i el maig de 1851 amb iguals aplaudiments a Múnic, amb la qual cosa va acceptar un compromís a la darrera ciutat i va debutar allà com a Norma, Martha i Donna Anna a Don Giovanni. Al setembre, va acabar el seu compromís de 4-1 / 2 mesos i va fer una aparició convidada a Praga durant tres mesos el 1853, després dels quals va anar a Marienbad per relaxar-se. Va tornar a Múnic per un compromís, va fer aparicions a Frankfurt i Wiesbaden el 1853, a Hamburg l'abril de 1855, a Frankfurt el juliol de 1855 i va deixar el Hofbühne a Múnic l'1 de juny de 1856. Després, només va estar activa com a convidada, entre altres coses. a Wiesbaden, Praga, Berlín, Hamburg i Frankfurt. Va morir a la seva casa adoptiva de Múnic.
Va ser especialment valorada com a intèrpret de Meyerbeer.